# Leipziger „Siegenbachsches Vokalquartett“
Das Leipziger „Siegenbachsche Vokalquartett“ (Leipziger „Siegenbachsches Vokalquartett“) war ein im Jahre 1923 von Paul Siegenbach (* 8. Januar 1878 in Belgern als Hermann Paul Ziegenbach; † 13. September 1942 in Leipzig) gegründetes gemischtes Gesangsensemble.
Weitere Sänger des Quartetts waren:
- Suse Döring, Sopran, Konzert- und Oratoriensängerin
- Annemarie Schöbel, Alt, Konzertsängerin, Gesangslehrerin
- Andreas Irion, Bass, Konzertsänger

Den Tenorpart übernahm Paul Siegenbach.
Das Siegenbachsche Vokalquartett konzertierte etwa bis 1929. In dieser Zeit kamen auch andere Sänger zum Einsatz.
- Helena Milzer, Alt, Konzertsängerin
- Albin Entschel, Bass, Obereisenbahn-Assistent, Oberlehrer
- Friedbert Sammler (1886–1945), Bass, Kruzianer, Konzertsänger, Pianist, Dozent am Leipziger Konservatorium, Chorleiter des Männerchores des Reichssenders Leipzig.

## Persönliches
Paul Siegenbach war vor dem Ersten Weltkrieg Sänger im Leipziger Männerchor unter Gustav Wohlgemuth. 1909 gehörte er zu den Gründern des Kirchl-Quartetts und des Leipziger Vokalquartetts 1909. Albin Entschel und Paul Siegenbach waren im Chorgesang geübte Laiensänger, keine konservatorisch ausgebildeten Sänger. Paul Siegenbach war als Buchdrucker, Schriftsetzer und Betriebsleiter berufstätig. Wie andere Leipziger Vokalquartette, war auch das Siegenbachsche Vokalquartett ein semiprofessionelles Ensemble.
Andreas Irion und Friedbert Sammler studierten am Königlichen Conservatorium der Musik zu Leipzig, der heutigen Hochschule für Musik und Theater „Felix Mendelssohn Bartholdy“ Gesang. Friedbert Sammler studierte daneben noch Klavier. Er war 1924 einer der ersten Angestellten der neu gegründeten Mitteldeutschen Rundfunk AG und dort unermüdlich als Pianist, Begleiter, Cembalist, Dirigent und Korrepetitor des Rundfunkchores im Einsatz.
Suse Döring bekam ihre Ausbildung an der renommierten Leipziger Gesangsschule Linda-Elle-Seifert.
Wo Annemarie Schöbel, geehl. Claus-Schöbel, die Gesangsausbildung erhielt, ist nicht bekannt. 1946 wurde sie als eine der ersten Chorsängerinnen für die Solistenvereinigung des Senders Leipzig engagiert. Aus der Solistenvereinigung ging der heute berühmte MDR-Rundfunkchor hervor.

## Geschichte
Als Heimkehrer aus dem I. Weltkrieg und ehemaliger Tenor im Leipziger Vokalquartett 1909 wagte Paul Siegenbach 1923 einen Neuanfang mit der Gründung eines Siegenbachschen Vokalquartetts. Er war nicht nur ein guter Sänger, sondern auch ein rühriger Organisator. Am 1. März 1924 ging der Sender der Mitteldeutschen Rundfunk AG in Leipzig auf Sendung. Schon 14 Tage nach Sendebeginn, am 22. März 1924, war das Siegenbachsche Vokalquartett mit einem Volksliederabend im Radio zu hören. Die Rundfunk-Hauskapelle eröffnete mit Mozarts Ouvertüre zu Titus das musikalische Abendprogramm, danach war das Siegenbachsche Vokalquartett zu hören.
Volkslieder
- Am Brunnen vor dem Tore, Franz Schubert
- Ach wie ist’s möglich dann
- Traute Heimat meiner Lieben
- Im schönsten Wiesengrunde

Madrigale
- Einstmals das Kind Cupito, Friederici
- Tanzlied, Morley

Heitere Lieder
- Hopsa, Wohlgemuth
- Männer suchen stets zu naschen, Mozart
- Slavonisches Ständchen, Jüngst

Schon am 7. Mai 1924 konnten die Leipziger mit ihren Kopfhörern das erste „Abendkonzert des Leipziger Siegenbachschen Vokalquartetts“ verfolgen. Die Sendertechniker prüften besonders an diesem Abend die Wiedergabequalität, den Klang der mehrstimmigen Darbietungen des gemischten Soloquartetts und überzeugten sich von der Leistung ihrer Sende-Technik. Die Fachzeitschrift „Funk“ schrieb darüber: „Die Mittwoch-Abend Unterhaltung wurde von einem Leipziger Vokalquartett bestritten und hierbei machte man die überraschende und erfreuliche Feststellung, dass die Wiedergabe von mehrstimmiger Vokalmusik sich gegenüber früher in der Wiedergabe durch den Sender erfreulich gebessert hat.“ In der Fachzeitschrift steht weiter: „… dass auch mehrstimmige Lieder zu einem reinen Genuss der Hörer werden …“. Es ist davon auszugehen, dass die Akteure des Soloquartetts den Erfolg ihrer Darbietung, dass es ein reiner Genuss war, nicht erfahren haben, da der Artikel in einer Berliner Fachzeitschrift erschienen ist.
Am 21. Januar 1928 sangen Sude Döring und Paul Siegenbach im Duett im „Funkbrettl“, einer beliebten Hörfunksendung.
Das Repertoire umfasste Madrigale, Lieder aller Stilepochen, moderne Kompositionen ihrer Zeit und Volkslieder.
Mindestens 10 Mal war das Siegenbachsche Vokalquartett zwischen 1924 und 1929 im Radio zu hören. Die vielen gelungenen Auftritte im Rundfunk, natürlich alle live, bestätigen die hohe Gesangkultur des Soloquartetts.
Mit einem Konzert in Eibenstock/Erzgebirge vertrat das gemischte Soloquartett würdig die A-cappella-Gesangstradition auch außerhalb Leipzigs. Im März 1925 kam vor 1100 Konzertbesuchern mit der Stadtkapelle und dem städtischen Chor Zwickaus zu einer bemerkenswerten Aufführung Max Bruchs „Lied von der Glocke“. Der Kirchenchor und der örtliche Männergesangsverein verstärkten den Chorgesang. Die solistischen Partien waren mit dem Siegenbachschen Vokalquartett bestens besetzt.
Zeitgleich mit der Gründung des gemischten Soloquartetts erarbeitet Paul Siegenbach mit Curt Schwerdt und den schon bekannten Sängern Andreas Irion und Friedbert Sammler das Repertoire für ein „Leipziger Männerquartett“. Die Stimmen waren wie folgt verteilt:
- Paul Siegenbach, 1. Tenor
- Curt Schwerdt, 2. Tenor
- Friedbert Sammler, 1. Bass
- Andreas Irion, 2. Bass

Die Sänger brachten eigene, große Erfahrungen im Ensemblegesang mit, so das schon am 11. Juli 1924 der erste Auftritt im Rahmen eines Vaterländischen Abends im Rundfunk gelingen konnte. Zwischen Rezitationen und Musikstücken der Rundfunk-Hauskapelle wurde ein kleines Lied-Programm geboten.
- Ich kenn ein‘n hellen Edelstein, Ernst Julius Otto d. J. (1804–1877)
- Zwischen Frankreich und dem Böhmerwald, Johannes Dürrner
- Morgenrot, Volkslied
- Ich hatt einen Kameraden, Volkslied, Text Ludwig Uhland
- Zuruf an Deutschland, Ernst Julius Otto d. J.
- Wie könnt ich dein vergessen, Karl Ferdinand Adam

Für den 3. August 1924 ist ein weiterer Auftritt im Rundfunk für die im Ersten Weltkrieg Gefallenen vermerkt.
Zwei Tage darauf war das Leipziger Männerquartett schon wieder auf Sendung. In der Sendung Rheinischer Sang und Klang bot das Quartett ein heiteres Lied-Programm, Friedbert Sammler am Blüthner-Flügel.
Paul Siegenbach war für das Leipziger Musikleben im ersten Viertels des vorigen Jahrhunderts nicht wegzudenken. 1928 sind noch Konzerte Siegenbachscher Quartette dokumentiert.
Konzert-Programmzettel oder Rundfunkmitschnitte sind nicht überliefert.